# Barbourofelis
Barbourofelis (лат.) — вымерший род крупных плотоядных кошкообразных хищных млекопитающих семейства Barbourofelidae (ложные саблезубые кошки). Род был эндемиком в Северной Америке и Евразии в миоцене до своего исчезновения в тортонском веке, просуществовав от 13,6 до 4,9 млн лет назад.

## Таксономия
Barbourofelis назван Бертраном Шульцем, Мэриан Шульц и Ларри Мартином в 1970 году в честь Эрвина Хинкли Барбура, который умер за несколько дней до открытия голотипа. Типовой вид — Barbourofelis fricki, также являющийся типовым родом подсемейства Barbourofelinae.

## Описание

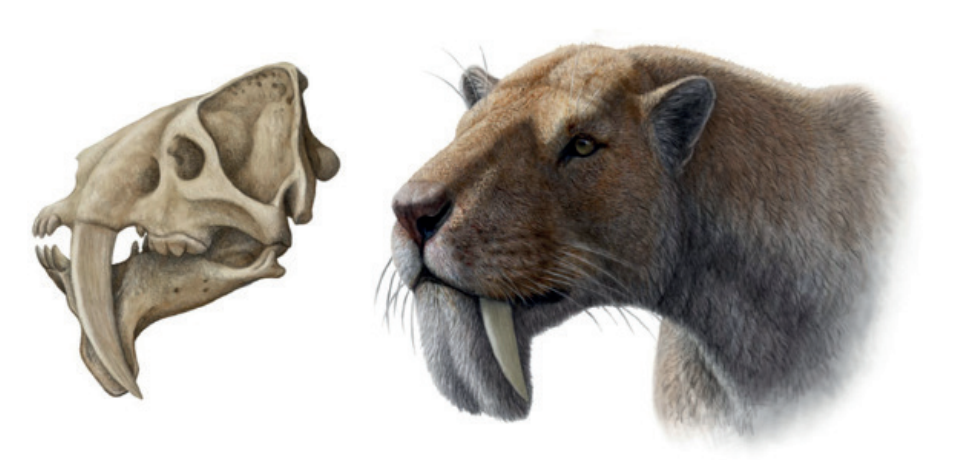
Реконструкция головы B. fricki. Художник Антон, Маурицио

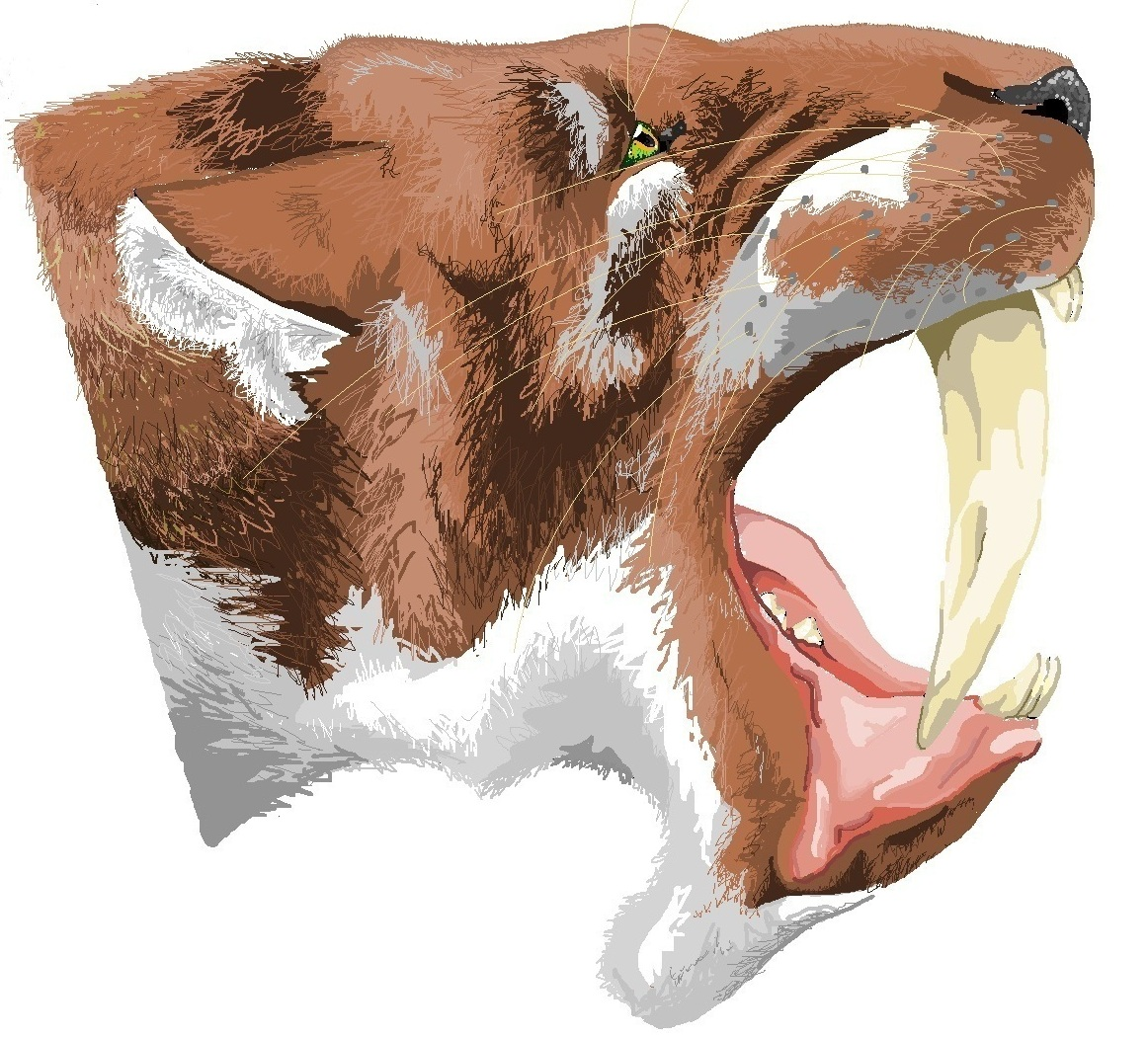
B. fricki

Хотя считается, что вид B. fricki был хищником размером со льва и достигал массы, сравнимой с африканским львом, а кости конечностей указывают на мускулистое, крепкое тело, другие виды этого рода, такие как B. morrisi, вероятно, сильнее соответствовали размерам леопарда. У видов этого рода имелись самые длинные клыки из всех Barbourofelidae, которые также были уплощёнными, что указывает на высокую степень специализации в их рационе. На боковой поверхности клыков имелась продольная бороздка, описанная как средство, отводящее излишки крови, вытекающей из нанесённой жертве раны. Но более вероятно, что эта бороздка облегчала вес клыков и сохраняла их прочность. Среди других особенностей наличие заглазничной перемычки, вентрально расширенного подбородочного отростка (костные выступы по обеим сторонам на нижней челюсти) и укорочение черепа за глазницами. У животного было очень крепкое телосложение: B. morrisi по размеру занимал промежуточное положение между сансаносмилусом (Sansanosmilus) и B. fricki, который, как полагают, являлся особенно крупным хищником и самым крупным из всех Barbourofelidae. Были реконструированы крупные особи B. fricki с высотой в плечах около 90 см. Barbourofelidae, вероятно, имели коренастое телосложение, напоминая тем самым медведеподобного льва или похожего на льва медведя. Судя по строению стопы, виды Barbourofelis могли быть полустопоходящими. У Barbourofelis также присутствовали большие зубы, предназначенные для эффективного поедания туши, что, в свою очередь, указывает на проживание в высококонкурентной экосистеме, либо на социальный образ жизни, при котором хищники в конкурентных условиях пытались съесть столько же, сколько другие члены их семейной группы. Не исключено, что верны оба варианта.
Наиболее обширная выборка костей этого рода принадлежит B. loveorum, что позволило сделать дальнейшие выводы о пропорциях других представителей рода Barbourofelis.

## Палеобиология

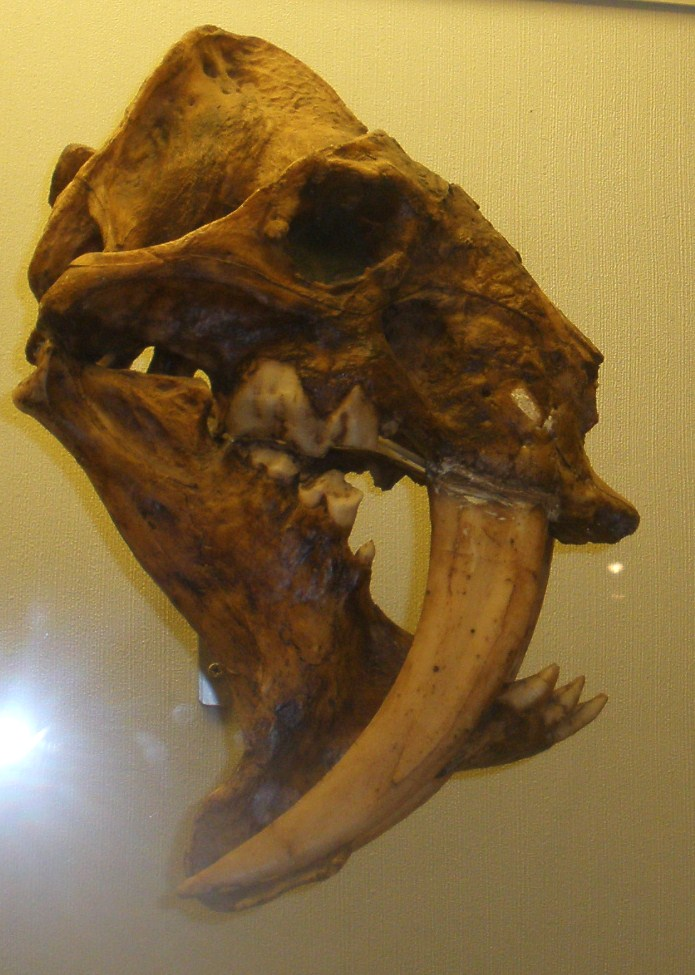
Череп B. fricki

### Рост и развитие
Были найдены скелеты молодых особей Barbourofelis, и изучение их скелетов показывает, что детёныши достигали почти размеров взрослых особей до того, как начинали прорезаться их молочные сабельные клыки. Это указывает на то, что детёныши зависели от своей матери или возможной семейной группы вплоть до второго года жизни. Такой длительный период зависимости, вероятно, приводил к ситуациям, в которых почти взрослые детёныши, вероятно, помогали удерживать добычу, пока мать добивала её. Такое поведение потенциально могло стать основой для более обширных социальных связей у более поздних кошкообразных и кошачьих.

## Палеоэкология
Среда обитания Barbourofelis loveorum в отложениях Love Bone Beds (кларендонского века) являлась смесью лугов, речных лесов и болот. Эти территории он разделял с травоядными животными, в числе которых земноводный носорог Teleoceras, протоцератид Synthetoceras, верблюд Aepycamelus, лошади Neohipparion и Nannippus, а также хищники, такие как саблезубая кошка Nimravides, псовые Epicyon и Osteoborus, а также медведь Agriotherium. В следующем гемфиллийском веке Barbourofelis fricki делил территорию с видом саблезубых кошек Amphimachairodus coloradensis. Обе саблезубые кошки, а также медведь Agriotherium и псовые Epicyon и Osteoborus могли составлять конкуренцию Barbourofelidae, в то время как все без исключения виды крупных животных являлись потенциальной добычей.